# Jahnsite-(CaFeFe)
La jahnsite-(CaFeFe) è un minerale classificato come questionable dall'Associazione Mineralogica Internazionale, ma probabilmente valido; appartiene al gruppo della jahnsite